# 沃洛希夫卡
50°18′32″N 37°8′13″E / 50.30889°N 37.13694°E
沃洛希夫卡（烏克蘭語：Волохівка）是位於烏克蘭東部的村莊，由哈爾科夫州丘胡伊夫区的沃夫昌斯克市鎮負責管轄。該村處於沃夫恰河畔，始建於1695年，面積1.24平方公里，海拔高度112米，2001年人口321。